# Wu Jiani
Wu Jiani, née le 23 avril 1966 à Shanghai (Chine), est une gymnaste artistique chinoise. 
Elle est mariée au gymnaste artistique Li Yuejiu.

## Palmarès

### Jeux olympiques
- Los Angeles 1984
  -  médaille de bronze au concours par équipes

### Championnats du monde
- Moscou 1981
  -  médaille d'argent au concours par équipes
  -  médaille de bronze à la poutre